# Dendropaemon viridipennis
Dendropaemon viridipennis är en skalbaggsart som beskrevs av François Louis Nompar de Caumont de Laporte 1831. Dendropaemon viridipennis ingår i släktet Dendropaemon och familjen bladhorningar. Inga underarter finns listade i Catalogue of Life.